# Urbanización

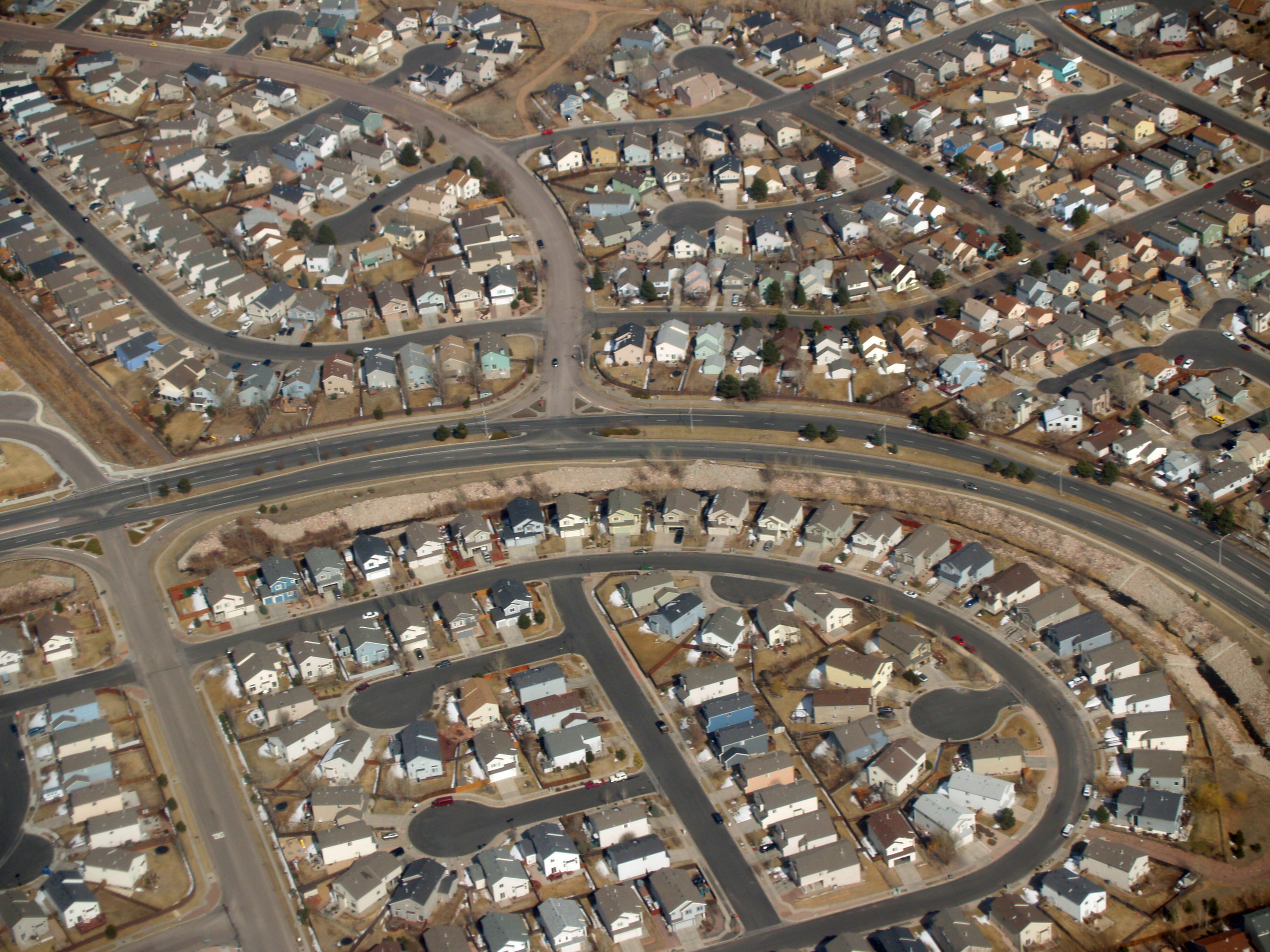
Desarrollo suburbano en el noroeste de Colorado Springs, Colorado

Urbanización es la acción y efecto de urbanizar un terreno para añadir un fácil acceso a servicios básicos (suministro de agua, gas, luz, etc), además de parcelar el suelo y añadir calles. Por lo general el espacio sobre el que se practica este cambio era previamente terreno agreste, o de uso rústico. El padre del concepto en español, Ildefonso Cerdá lo definía así:

Hé aquí las razones filológicas que me indujeron y decidieron á adoptar la palaba urbanización, no solo para indicar cualquier acto que tienda á agrupar la edificación y á regularizar su funcionamiento en el grupo y a formado, sino también el conjunto de principios, doctrinas y reglas que deben aplicarse, para que la edificación y su agrupamiento, lejos de comprimir, des
virtuar y corromper las facultades físicas, morales é intelectuales del hombre social, sirvan para fomentar su desarrollo y vigor y para acrecentar el bien estar individual, cuya suma forma la felicidad pública.
Ildefonso Cerdá, Madrid, 1867

En demografía la urbanización o proceso de urbanización se refiere al proceso por el que se produce una migración de la población desde el medio rural (éxodo rural) al medio urbano (ciudades). La urbanización puede producir la despoblación del medio rural.
En arquitectura la urbanización se refiere a la planificación y posterior construcción de vías de comunicación, calles, plazas, edificios -ya sean viviendas, edificios públicos o polígonos industriales- que convierten un espacio rural y deshabitado en un espacio construido y habitado o intensamente utilizado.

## Etimología
En su introducción, Ildefonso Cerdá remonta al concepto romano de urbs la razón etimológica del nuevo concepto que estaba definiendo al mismo tiempo que enfatizaba sobre la diferencia con el concepto latino de civitas. Ambos términos en español actual se traducen como ciudad, pero, sin embargo, mientras el segundo se ciñe al aspecto social, al "ciudadano", el primero se centra en el aspecto físico y material de la ciudad: 

«Corroba esto el mismo origen que los etimologistas latinos atribuyen a la palabra urbs, síncope de urbum ó arado, que era el instrumento con que marcaban los romanos el recinto que habia de ocupar una población, cuando iban a fundarla, lo cual prueba que urbs, denota y espresa todo cuanto pudiese comprenderse dentro del espacio circunscrito por el surco perimetral que abrían con el auxilio de los bueyes sagrados. De suerte que cabe decir sin violencia alguna, que con la abertura del surco urbanizaban el recinto y todo cuanto en él se contuviese; es decir, que la abertura de' este surco, era una verdadera urbanización; esto es, el acto de convertir en urbs un campo abierto ó libre.»
Ildefonso Cerdá, Madrid, 1867

## Urbanización en demografía

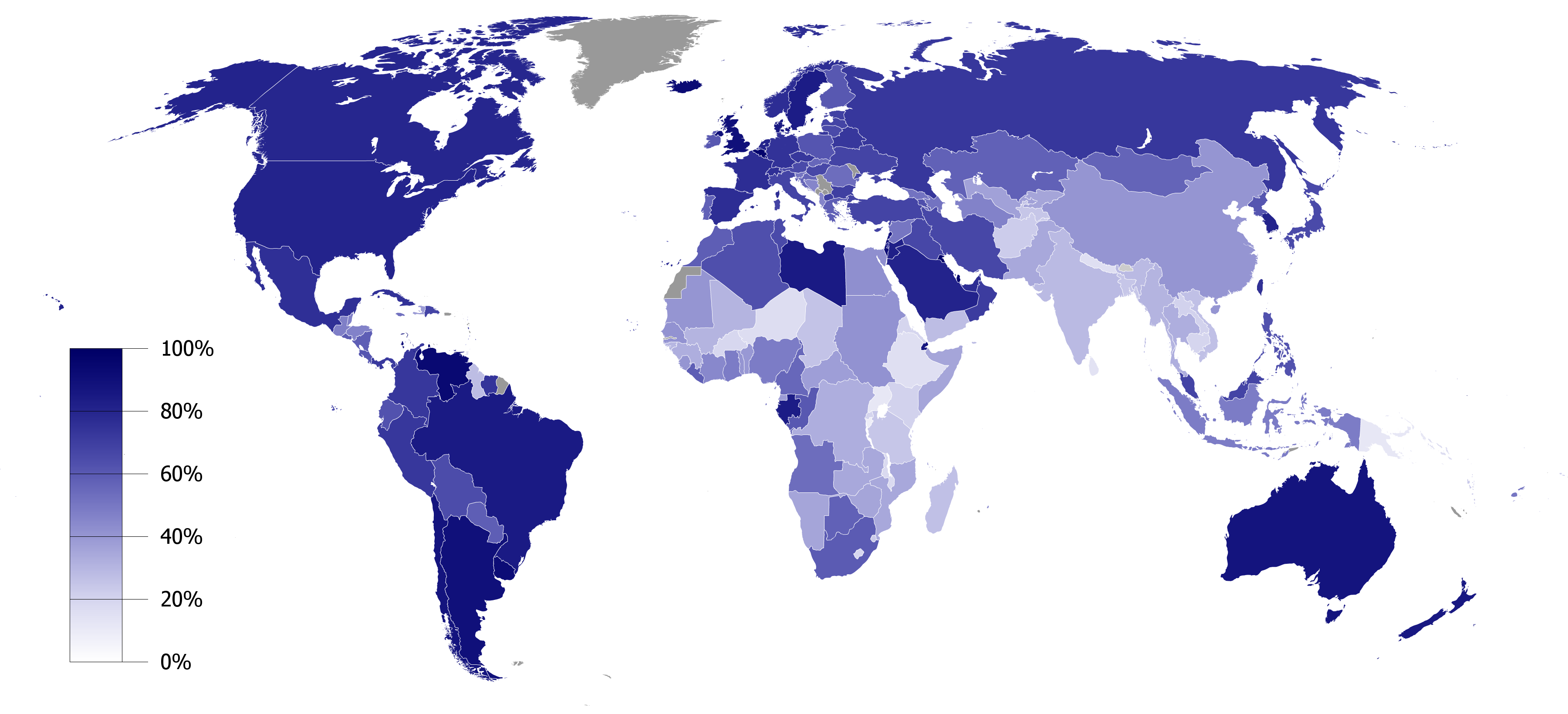
Población urbana del mundo en 2006

En demografía, se denomina urbanización o proceso de urbanización al fenómeno por el que se produce una migración del medio rural (campo) al medio urbano (ciudades). Este fenómeno toma fuerza a finales del siglo XIX pero es durante el siglo XX y XXI cuando alcanza gran  importancia. Así, en 1950, el 30% de la población mundial era urbana - el 70% de la población vivía en el medio rural-. En el año 2007 la población urbana del planeta superó a la rural por primera vez en la historia. En 2018 la población urbana alcanza el 55% de la población mundial y se calcula que en 2050 un 66% (dos tercios) de la población mundial vivirán en ciudades. Este fenómeno está produciendo un despoblamiento de muchas zonas rurales. La urbanización trae consigo no solamente el despoblamiento del medio rural, también la caída de la tasa de fertilidad.

## Urbanización en arquitectura
A la hora de desarrollar la urbanización de un medio, este suele dividirse en varias entidades (polígonos, manzanas, parcelas, etc.) a fin de construir las viviendas y la infraestructura necesaria. Una urbanización requiere de electricidad, agua potable, recolección de residuos y transporte, entre otros servicios básicos para sus habitantes.
El bienestar de la población que habita o se encuentra ocasionalmente en la ciudad o el territorio constituye el objeto último de la urbanización, término que fue acuñado por Ildefonso Cerdá el cual describía así la referida actividad:
«He aquí las razones filosóficas que me indujeron y decidieron a aportar la palabra urbanización, no sólo para indicar cualquier acto que tienda a agrupar la edificación y a regularizar su funcionamiento en el grupo ya formado, sino también el conjunto de principios, doctrinas y reglas que deben aplicarse, para que la edificación y su agrupamiento, lejos de comprimir, desvirtuar y corromper las facultades físicas, morales e intelectuales de hombre social, sirvan tanto para fomentar su desarrollo y vigor como para aumentar el bienestar individual, cuya suma forma la felicidad pública».

## Uso del término

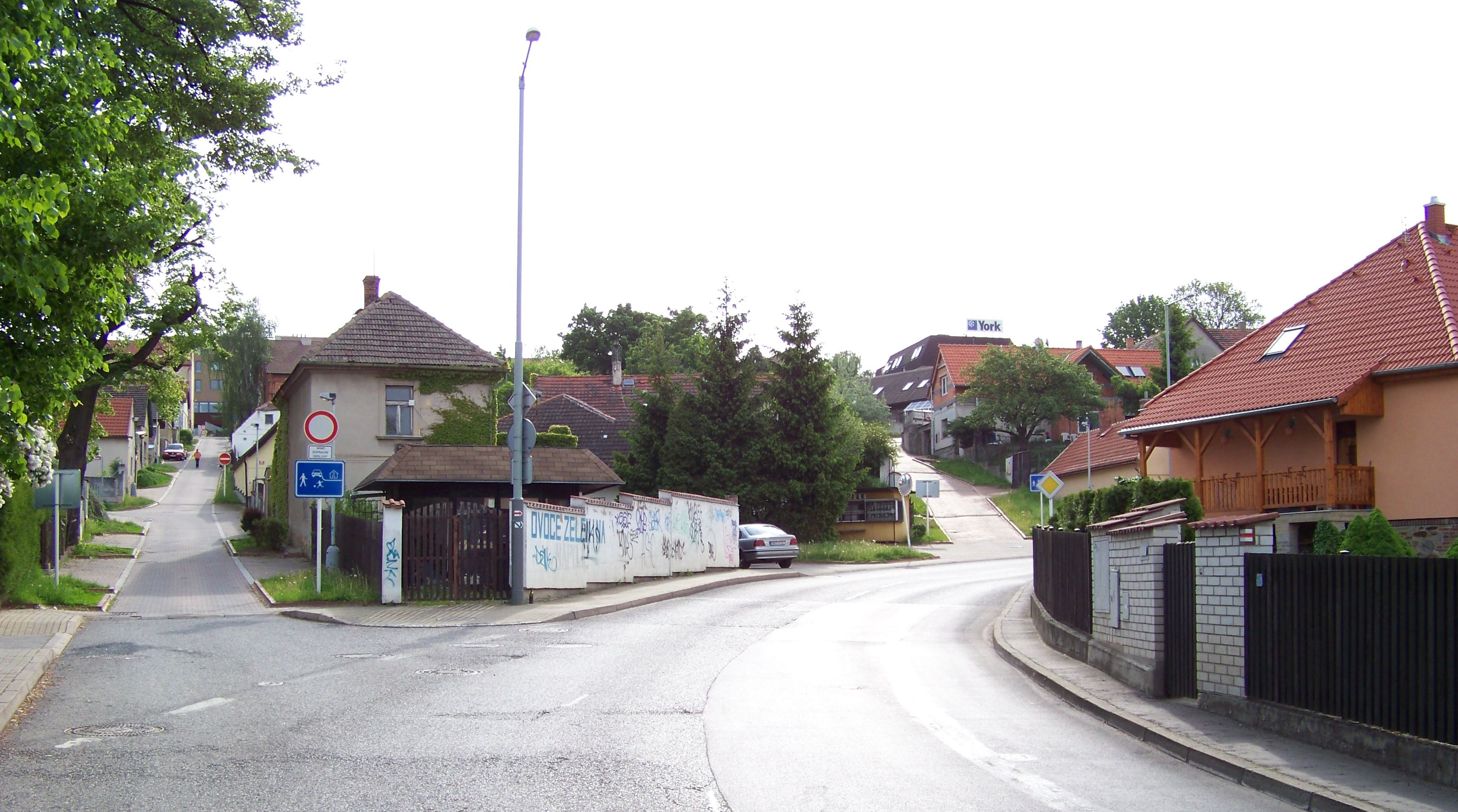
Urbanización residencial en las afueras de Praga.

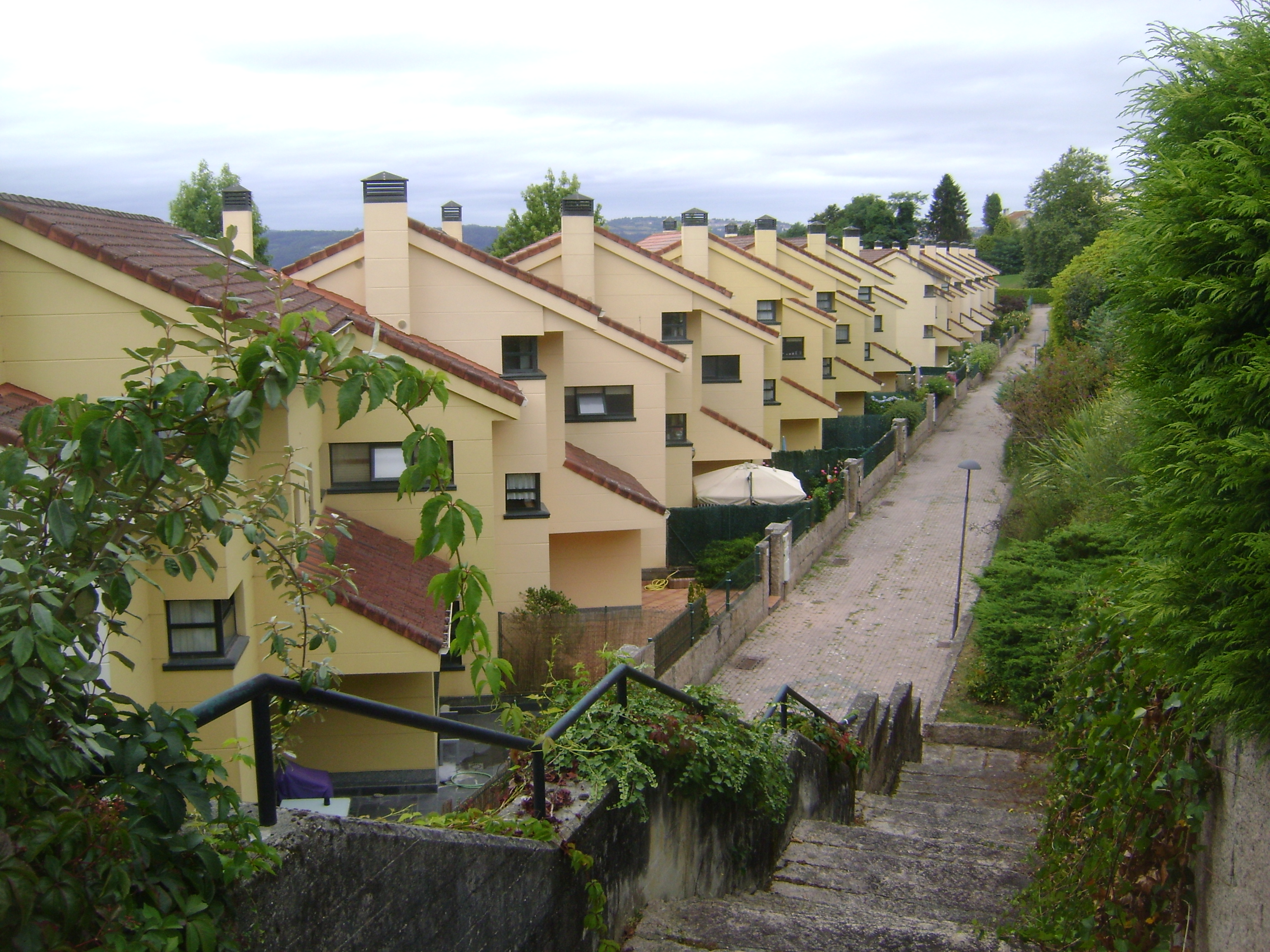
Urbanización de chalets en Montrove, Oleiros, Galicia, España.

Si bien el verbo urbanizar es comprendido en todos los países de habla hispana, su efecto, la urbanización, una vez concretada, recibe en algunos países diferentes nombres más específicos. Mientras en España, por ejemplo, el término urbanización también se utiliza para referir las zonas residenciales ya consolidadas, en otros países esto no ocurre. 
- En Argentina se utiliza el verbo urbanizar y allí su efecto también es la urbanización; sin embargo, tras haber logrado esta, se considerará que dicho conjunto de viviendas componen un «barrio», sin importar si este se encuentra en las afueras o no, ni el nivel de ingresos de sus residentes. Así, existen barrios públicos (de trama abierta) y privados (cerrados), de menores o mayores ingresos (todos son barrios).
- En México, El Salvador y Honduras se denominan «colonias».
- En Perú reciben el nombre de «campos».
- En Venezuela, el término se aplica a las zonas de las ciudades con urbanismo residencial planificado, contrastándolo con los términos «barrio» o «comunidad», que quedan restringidos para los asentamientos irregulares. El gran volumen de marginalidad de algunos países, donde esta ha sido prácticamente la regla entre la mayor parte de su población, ha logrado que el término «barrio» a secas, por antonomasia, designe también en Honduras, Nicaragua y República Dominicana a zonas marginales. De allí que en Venezuela se utilice el término urbanización para referir zonas de viviendas y edificios bien diseñados y construidos, generalmente con estructuras similares, con todos los servicios básicos, donde se asienta la población de clase media a alta. Allí, los terrenos y manzanas están compuestas por una o más parcelas que tienen siempre acceso a una calle. Las parcelas disponen de servicio de electricidad, agua potable, alcantarillado y recogida de basura, como mínimo, y transporte en algunos casos. Entre las diversas manzanas es habitual reservar zonas de parques y jardines de uso público.

## Tipos de Urbanismo
- Urbanismo tradicional:[5] Basado en el crecimiento orgánico de las ciudades sin una planificación estricta.
- Urbanismo moderno:[6] Influenciado por el funcionalismo y la zonificación
- Urbanismo táctico:[7] Propone intervenciones temporales de bajo costo para mejorar el espacio urbano.
- Urbanismo social:[8] Enfocado en la equidad, inclusión y participación ciudadana en la planificación.
- Urbanismo feminista:[9] Considera la perspectiva de género para mejorar la accesibilidad y seguridad de los espacios públicos.
- Urbanismo sostenible:[10] Busca minimizar el impacto ambiental y promover el uso eficiente de recursos.